# Dumping
Dumping (ˈdʌmpɪŋ; englisch to dump ‚abladen‘) ist im Außenhandel und im Wettbewerbsrecht der Anglizismus für den Vertrieb von Gütern oder Dienstleistungen zu einem Marktpreis, der unterhalb der Herstellungskosten oder Selbstkosten liegt.

## Allgemeines
Der Begriff des Dumping stammt aus dem Außenhandel, worunter allgemein der Export einer Ware auf dem Weltmarkt unterhalb des Marktpreises verstanden wird, der auf dem Inlandsmarkt (Binnenmarktpreis) des Exportstaates liegt. Ist der geforderte Preis für ein bestimmtes Gut im Ausland niedriger als im Inland, so spricht man von Dumping. Dumping als eine Form der internationalen Preisdiskriminierung ist auf Wettbewerbsbeschränkungen im Land des Exporteurs zurückzuführen. Hier besteht die Gefahr, dass der Exporteur einen unzulässigen Wettbewerbsvorteil durch Dumping erzielen könnte.
Werden aus inländischer Produktion Waren unterhalb der Herstellungs- oder Selbstkosten im Inland verkauft, handelt es sich um eine systematische Kampfpreisunterbietung, die wegen fehlendem Auslandsbezug nicht Dumping genannt wird (siehe Preisbindung). Der klassische Benrather Tankstellenfall vom Dezember 1931 betraf ein Preiskartell für Autobenzin mit der Absicht eines Verdrängungswettbewerbs, den das Reichsgericht für unzulässig einstufte. Generell gilt heute eine grundsätzliche Preisunterbietungsfreiheit, sofern sie mit dem Lauterkeitsrecht vereinbar ist. Im Inland hergestellte und im Inland verkaufte Waren dürfen mithin unter bestimmten Voraussetzungen auch unterhalb ihrer Herstellungs- oder Selbstkosten verkauft werden.

## Betriebswirtschaftslehre
Die Betriebswirtschaftslehre geht davon aus, dass das Unternehmensziel der Gewinnmaximierung in der Privatwirtschaft nur erreicht werden kann, wenn der Preis {\displaystyle p} die Herstellungskosten {\displaystyle HK} und eine angemessene Gewinnmarge {\displaystyle G} deckt:
{\displaystyle p=HK+G}.
Entsprechend wird das Kostendeckungsprinzip (in öffentlichen Unternehmen) erfüllt, wenn der Preis die Herstellungskosten (Verwaltungskosten) deckt:
{\displaystyle p=HK}.
In beiden Fällen ist sichergestellt, dass die Umsatzerlöse zumindest die Herstellungskosten decken.
Formal handelt es sich um Dumping, wenn beim Exporteur
{\displaystyle p<HK+G},
der Preis niedriger ist als Herstellungskosten und Gewinn. Das hat zur Folge, dass Verluste entstehen, durch die der Exporteur zum Grenzanbieter wird und letztlich in die Insolvenz gerät. Der Exporteur muss also versuchen, durch die im Inland erzielten Umsatzerlöse (Inlandsumsatz) auch die Fixkosten seiner – mit niedrigeren Preisen versehenen – Exporte zu decken, so dass die im Ausland erzielten Exporterlöse lediglich die Grenzkosten decken müssten. Gelingt dies nicht und wird trotzdem Dumping betrieben, müssen negative externe Effekte für Ausgleich sorgen. Exporteure von Gütern mit negativen externen Effekten müssen nicht alle Kosten tragen, die durch die Produktion ihrer Güter verursacht werden.
Dies kann dadurch geschehen, dass der Staat seinen Exporteuren eine Exportsubvention gewährt, deren Erträge oder Kostenersparnis den Exporteuren zur Kostendeckung verhelfen. Das gilt auch für staatliche Ausfuhrerstattungen, Exportprämien, Frachtsubventionen oder Zinssubventionen.

## Geschichte
Als erstes weltweites Antidumping-Gesetz wird in der Fachliteratur der US-amerikanische Wilson Tariff Act aus 1884 angesehen, der eine Bekämpfung unterschiedlicher Preise beim Import vorsah. Im Jahre im 1904 führte Kanada mit dem Custom Tariff Act ein Antidumping-Gesetz ein. Es ermöglichte einen Importzoll auf ausländischen Stahl, ohne dass andere Importe hiervon betroffen wurden. Das Gesetz erlaubte einen Importzoll auf alle eingeführten Waren, die zu einem unterhalb eines fairen Marktpreises liegenden Importpreis nach Kanada gelangten.
In den USA gab es ein Verbot der Preisdiskriminierung im Inland durch den Clayton Act von 1914. Der seit 1916 bestehende Antidumping Act erlaubte den Importeuren, gegen ausländische Exporteure gerichtlich vorzugehen, die Waren zu Preisen exportierten, welche deutlich niedriger waren als die Preise, zu denen dieselben Produkte im Land des Exporteurs verkauft wurden. Hintergrund dieses Gesetzes waren die zahlreichen deutschen Kartelle, die damals in den USA verboten waren. Deutsche Kartelle konnten auf dieser Grundlage den US-Markt penetrieren wie beispielsweise das Farbstoffkartell, das mit 90 % Weltmarktanteil den Weltmarkt beherrschte. Im Jahre 1921 gab es eine Anpassung des Antidumping Acts von 1916. Auf diesen beiden Gesetzen baute das Allgemeine Zoll- und Handelsabkommen (GATT) auf, das im Januar 1948 in Kraft trat. Im Dezember 1994 kam es zu einem Übereinkommen zwischen GATT und der WTO („Antidumping-Übereinkommen“), das die Bestimmungen des GATT konkretisierte. Seit April 1994 ist die WTO Rechtsnachfolgerin des GATT.

## Wettbewerbsfragen
Das GATT – dessen Antidumping-Regeln noch heute gelten – ist ein völkerrechtlicher Vertrag, der den Freihandel propagiert und den fairen Handel (englisch fair trade) unterstützt. Dumping widerspricht den Regeln des fairen Handels.
Gemäß Art. VI Abs. 1 GATT liegt Dumping vor, wenn Waren zu einem geringeren als dem normalen Warenwert in den Handel eines anderen Landes exportiert werden. Als „normaler Preis“ werden die Herstellungskosten zuzüglich einer angemessenen Gewinnmarge verstanden. Der Exportpreis einer Ware muss bei Dumping also unter dem Inlandspreis liegen oder dem Preis, zu dem die Ware in einen Drittstaat exportiert wurde oder der unter den Herstellungskosten liegt. Dumping ist in diesen Fällen bekämpfbar, wenn es zu einer materiellen Schädigung der Industrie des Importstaates kommt oder eine bedeutende Verzögerung der Errichtung einer heimischen Industrie verursacht oder zu verursachen droht.
Dumping in diesem Sinne ist Teil der Preispolitik, die auf einen Preiswettbewerb abzielt. Wenn die im Ausland gültigen Preise dem Exporteur keine (volle) Kostendeckung mehr gewährleisten, handelt es sich um Dumping im engeren Sinne.
Art. 207 AEUV erwähnt Dumping und Exportsubventionen als handelspolitische Schutzmaßnahmen, die vom Rat der Europäischen Union zum Schutz des EU-Binnenmarkts beschlossen werden können. Zudem ist auch Art. 102 AEUV im Rahmen eines Missbrauchs der marktbeherrschenden Stellung einschlägig.

## Arten
Dumping kann in der Ausnutzung regional unterschiedlicher zyklischer Nachfrageschwankungen bestehen (englisch cyclical dumping), im schnellen Marktzutritt auf Auslandsmärkten (englisch penetration dumping), der Abschreckung potenzieller Konkurrenten (englisch defensive dumping) oder im Verdrängungswettbewerb (englisch predatory dumping). Sinkt die Nachfrage konjunkturbedingt in einem Importstaat, kann ein Exporteur individuell für diesen Importstaat seine Preise senken, um von dort mehr Nachfrage zu generieren (englisch cyclical dumping). Wird beim Marktzutritt das Preisniveau dieses Marktes durch Dumpingpreise eines neu hinzugekommenen Wettbewerbers unterschritten, kann er Nachfrage generieren, die den etablierten Konkurrenten entzogen wird (englisch penetration dumping).
Weitere Formen sind das Lohndumping und Steuerdumping, die im Rahmen der Globalisierung entstehen können. Lohndumping wird von der WTO als legales Mittel der Wettbewerbsfähigkeit eines Staates anerkannt und betrifft niedrigere Exportpreise, die durch geringere Arbeitskosten (Personalkosten und Lohnnebenkosten) im Niedriglohnland verursacht werden. Ein Lohndumping liegt nicht vor, wenn das Arbeitsentgelt der Grenzproduktivität der Arbeit entspricht.
Um Steuerdumping handelt es sich, wenn Staaten im Steuerwettbewerb miteinander stehen und versuchen, durch Ausgestaltung ihres nationalen Steuersystems bestimmte Steuerarten unter ein international übliches Niveau zu senken und zu Niedrigsteuerländern oder Steueroasen werden. Geringere Ertrag- oder Kostensteuern verringern die Gesamtkosten und ermöglichen den begünstigten Exporteuren niedrigere Preise auf dem Weltmarkt. Das von der WTO erlaubte Agrardumping wird bei Agrarprodukten dadurch betrieben, dass die Agrarpreise teilweise erheblich unter den Produktionskosten liegen.
Schließlich kann unterschieden werden danach, ob der Exporteur selbst Preispolitik betreibt oder der Staat eingreift:
- Preispolitik des Exporteurs: Motive für Dumping können in der Markterschließung neuer Märkte, im Abbau von Überkapazitäten oder im Verdrängungswettbewerb liegen. Durch letzteren werden Konkurrenten völlig ausgeschaltet, um anschließend den Preis ohne Wettbewerbsdruck anheben zu können (englisch predatory dumping).[18]
- Staatliche Maßnahmen: Der Staat gewährt Exportsubventionen oder andere Subventionen, senkt Unternehmenssteuern oder nimmt eine Abwertung der eigenen Währung vor (kompetitive Abwertung).

Im Rahmen der Preispolitik trifft der Exporteur autonome Entscheidungen (Aktionsparameter), während er bei staatlichen Maßnahmen auf die Wirtschaftspolitik seines Staates angewiesen ist (Datenparameter), um Dumping betreiben zu können.

## Wirtschaftliche Aspekte
Dumping kann erst möglich werden, wenn zwei Voraussetzungen erfüllt sind:
- Branchenspezifisch unvollkommener Wettbewerb: Unternehmen haben gewissen Einfluss auf die Preise (keine perfekten Preisnehmer) und
- Marktsegmentierung: Inländer können die Exportgüter nicht ohne weiteres kaufen (keine Arbitrage).

Dumping betrifft den internationalen Handel und ist eine geografische Preisdifferenzierung, die durch unterschiedliche Nachfragebedingungen ausgelöst wird und fehlende Arbitrage durch Reimport voraussetzt. Aus der Perspektive des Exportstaates ist Dumping insbesondere dann bedenklich, wenn die Preisdifferenzierung zu einer unerwünschten Einkommensverteilung im Exportstaat wegen gestiegener Produzenten- und gesunkener Konsumentenrenten führt. Im Importland bewirkt die Einfuhr von Dumping-Gütern eine Verbesserung der Terms of Trade und damit eine Erhöhung der Versorgungssicherheit. Allerdings kommt es als Folge eines langfristigen Dumpings im Worst Case zu einer Veränderung der Produktionsstruktur und zu einem Verdrängungswettbewerb, der konkurrierende Unternehmen im Importland in die Insolvenz treiben kann. Die Kosten- und Wettbewerbsvorteile des Exporteurs sind nicht auf einen natürlichen komparativen Kostenvorteil zurückzuführen und haben zur Folge, dass die Produktion im Importland sinkt und die Arbeitslosigkeit zunimmt. Während die Wettbewerbsfähigkeit im Exportland steigt, sinkt sie im Importland.
Das GATT erlaubt in solchen Fällen Antidumpingzölle des importierenden Staats, welche die Importpreise erhöhen und damit den Dumping-Effekt kompensieren. Dabei müssen die Kennzahlen
- Dumpingspanne (englisch dumping margin): Prozentsatz, um den der Exportpreis angehoben werden müsste, um den Normalpreis zu erreichen und
- Schadensspanne (englisch injury margin): Prozentsatz, um den der Exportpreis angehoben werden müsste, damit inländische Produzenten ihre Kosten decken und eine angemessene Gewinnspanne erzielen können

berechnet werden. Sie bilden die Grundlage für einen Anti-Dumping-Zoll, der maximal die Höhe der kleineren der beiden Zahlen haben darf.
Kein Dumping liegt vor bei Valutadumping, Sozialdumping oder Ökodumping, weil es an einer Preisdiskriminierung fehlt. Valutadumping ist bei Waren in Fremdwährung jede Form des Exports durch Abwertung der Währung des Exportlandes. Es entsteht durch Unterbewertung der Währung des Exportlandes, ohne dass der Exporteur seine Verkaufspreise senken muss. Sozialdumping bedeutet, dass im Exportstaat schlechtere Arbeitsbedingungen durch niedrigere Sozialstandards herrschen, so dass Exportgüter international preisgünstiger angeboten werden. Echtes Sozialdumping liegt vor, wenn soziale Standards partiell außer Acht gelassen werden z. B. im Falle von Schwarzarbeit außerhalb der Arbeitszeit durch sozialversicherte Vollzeitbeschäftigte. Der günstige Endpreis kann nur deswegen angeboten werden, weil der Leistungserbringer die Kosten der sozialen Absicherung nicht auch auf die Schwarzarbeit umlegt. Ökodumping schließlich geschieht dadurch, dass ein Exportland niedrigere oder keine Umweltstandards besitzt und dabei bewusst auf eine vollständige Internalisierung inländischer Schadenskosten verzichtet. Folge ist für einen Exporteur, dass er durch fehlende Umweltkosten niedrigere Gesamtkosten aufweist und deshalb niedrigere Preise verlangen kann.
Häufig wird der Dumping-Vorwurf auch unberechtigterweise erhoben, um handelspolitische Maßnahmen zu rechtfertigen oder ausländische Anbieter zur freiwilligen Selbstbeschränkung zu zwingen, so zum Beispiel beim Byrd Amendment.